# Museu da Cidade de Salto
O Museu da Cidade de Salto, que é um museu pertencente ao município de Salto, foi inaugurado em 13 de dezembro de 1991. Em sua exposição, conta-se, em linhas gerais, a história do município com os seguintes focos: paisagem natural, o cotidiano local na primeira metade do século XX, as primeiras indústrias, religiosidade e imigração italiana.